# پکک حاجی حیدر
پکک حاجی حیدر، روستایی است از توابع بخش مرکزی شهرستان هیرمند در استان سیستان و بلوچستان ایران.

## جمعیت
این روستا در دهستان جهان‌آباد قرار داشته و براساس سرشماری سال ۱۳۸۵جمعیت آن ۴۹۵نفر (۹۹خانوار) بوده‌است.